# María Jesús Santesmases
María Jesús Santesmases Navarro de Palencia ( Madrid,15 septiembre de principios de los años 60) es una científica española especialista en la historia y filosofía de la ciencia de la experimentación en biología y biomedicina. Investiga sobre la historia de las políticas de la ciencia y su relación conː los cuidados, cultivos, mujeres, género. Investigadora del Consejo Superior de Investigaciones Científicas en el Instituto de Filosofía.

## Trayectoria profesional
Realizó un doctorado en química  en la Universidad Complutense de Madrid. Investiga sobre la historia de la experimentación en biología y biomedicina, historicidad de las políticas de la ciencia y su relación con la experimentación, las técnicas citogenéticas y sobre microbios, antibióticos, y género.  Dibujos y microfotografías de cromosomas y microorganismos. Reconstruye trayectos históricos del diagnóstico citogenético como tecnoritual cultural sobre género, salud y enfermedad y su conexión con los cuerpos recrearon formas y significados en las que reconstruye la historicidad de las infecciones, los microbios y sus órdenes de género.

## Publicaciones
Dialnet ofrece un extenso listado de las publicaciones de la autora.

### Publicaciones en solitario
Un siglo de política científica en España.  M. Jesús Santesmases Navarro de Palencia, (2006).
Estudios de ciencia y cultura: Culturas, espacios, representación y prácticas. M.Jesús Santesmases Navarro de Palencia, (2008).
María Jesús Santesmases, 1999. Antibióticos en la autarquía: industria farmacéutica, investigación científica y cultura liberal en España, 1940-1970. Madrid: Fundación Empresa Pública.
María Jesús Santesmases, 2000, Científicas en España (1940-1970): profesionalización y modernización social. Madrid: Instituto de la Mujer.
María Jesús Santesmases, 2001, Entre Cajal y Ochoa. Ciencias biomédicas en la España de Franco (1939-1975). Madrid: CSIC.
María Jesús Santesmases, 2005. Severo Ochoa: de músculos a proteínas. Madrid: Síntesis.
-María Jesús Santesmases, 2018 The Circulation of Penicillin in Spain: Health, Wealth and Authority. Londres: Palgrave.
-María Jesús Santesmases 2020 Women, gender and viruses: coronas and microscopes in the time of a pandemic, Somatosphere July 6, 2020.
-María Jesús Santesmases, 2020. "Women in Early Human Cytogenetics: An Essay on a Gendered History of Chromosome Imaging." Perspectives on Science 28 (2): 170-200.
-María Jesús Santesmases, 2020. "Standard making in cytogenetics: the manufacture, circulation and reproduction of chromosome images”, Journal of History of Science and Technology 14 (1) 27-54.
-María Jesús Santesmases 2023. Gendered Images of Chromosomes. In Maria Rentetzi (ed.): The Gender of Things: How Epistemic and Technological Objects become gendered. Oxon-New York: Routledge, pp. 52-65.
María Jesús Santesmases, 2024. The Public Fetus in Franco’s Spain: Women, Doctors, and Feminists in the Circulation of Images of Pregnancy. In Elisabet Björklund and Solveig Jülich (eds.): The Coming of Age of the Public Fetus. Rochester, NY: University of Rochester Press, pp. 171-192.

### Publicaciones de autoría compartida
Mujeres en la ciencia.  María Bordons/M.J.Santesmases/E.Pérez Sedeño, (2004).
Luis Sanz-Menéndez y María Jesús Santesmases (comps.) 1997, Ciencia y Estado. Monográfico de Zona Abierta , nos. 75-76.
María Jesús Santesmases, 1998, Alberto Sols. Alicante: Fundación Gil-Albert.
Valentina Fernández Vargas y María Jesús Santesmases (comps.) 2002, Ciencia y tecnología en el CSIC. Una visión de género, monográfico de Arbor nos. 679-680.
María Jesús Santesmases y Ana Romero (eds.) 2003. La física y las ciencias de la vida en el siglo XX: radiactividad y biología. Madrid: Universidad Autónoma de Madrid-CSN.
Emilio Muñoz, María Jesús Santesmases, Javier López Facal, Luis M. Plaza, Oliver Todt, 2005, El espacio común de conocimiento en la Unión Europea. Un enfoque al problema desde España. Madrid: Academia Europea de las Ciencias y las Artes.
Angela N.H. Creager and María Jesús Santesmases (guest editors), 2006, Radiobiology in the Atomic Age: Changing Practices and Policies in Comparative Perspective, special issue of the Journal of the History of Biology vol. 39 (4).
Paloma Alcalá, Eulalia Pérez Sedeño, María Jesús Santesmases (coords.), 2007, Mujer y Ciencia: La situación de las mujeres investigadoras en el sistema español de ciencia y tecnología, segunda edición revisada bilingüe. Madrid: FECYT. https://www.fecyt.es/system/files/2024-08/mujeryciencia_0.pdf
Ana Romero y María Jesús Santesmases (eds.) 2008. Cien años de política científica en España Madrid: Fundación BBVA.  https://w3.grupobbva.com/TLFU/dat/DE_2008_cien_politica_cientifica.pdf
María Jesús Santesmases, Christoph Gradmann (guest editors), 2011, Circulation of Antibiotics: Journeys of Drug Standards, dossier monográfico de la revista Dynamis, 31 (2).
María Jesús Santesmases, Ana Barahona, Edna Suárez, (guest editors), 2013, Historical and Biological Times: A festschrift for Hans-Jörg Rheinberger, special issue of History and Philosophy of the Life Sciences vol. 35 (1 ), 2013.
-Teresa Ortiz-Gómez and María Jesús Santesmases (eds.) 2014, Gendered Drugs and Medicine: Historical and socio-cultural perspective. Farham, UK: Ashgate. Actualmente Routledge. ISBN: 978-1-4094-5404-5.  
-María Jesús Santesmases, Edna Suárez, (guest eds.) 2015,  A cell-based epistemology: New historical approaches to human genetics, monográfico de Historical Studies in the Natural Sciences, vol. 45(1). 
-María Jesús Santesmases y Antonio Calvo Roy, 2019, Rosalind Franklin. Madrid: Prisa ediciones.
-Esther Serrano-Saiz y María Jesús Santesmases. 2021. The mosaic brain: Sex/Gender and the neurosciences. En Eloisa Herrera y José Antonio Esteban (coords.): Brain, Mind and Behaviour. CSIC Challenges: Toward 2030. Madrid: CSIC. 
-Montserrat Cabré Pairet, Teresa Ortiz Gómez y María Jesús Santesmases (coords.) 2021: Las mujeres cambian las ciencias. Perspectivas de género.
-Ana Romero de Pablos y María Jesús Santesmases (eds.) 2023, Ontologías híbridas: materiales, género y culturas experimentales, dossier de Dynamis 42 (2). 
-Alas Portillo, Mirza, Isabel M. Gómez Rodríguez, Christoph Gradmann, Claas Kirchhelle, Jørgen J. Leisner, Laura D. Martinenghi, Erin L. Paterson, María Jesús Santesmases, Belma Skender, and Frédéric Vagneron. “Paradoxes of the Antibiotic Pipeline”. Humanities and Social Sciences Communications 11 (2024): 678. 